# Dolichomitus tuberculatus
Dolichomitus tuberculatus är en stekelart som först beskrevs av Geoffroy 1785.  Dolichomitus tuberculatus ingår i släktet Dolichomitus och familjen brokparasitsteklar. Arten är reproducerande i Sverige. Utöver nominatformen finns också underarten D. t. jezoensis.